# TSPAN4
La tetraspanina-4 es una proteína que en humanos está codificada por el gen TSPAN4 .
La proteína codificada por este gen es miembro de la superfamilia de la transmembrana 4, también conocida como la familia de las tetraspaninas. La mayoría de estos miembros son proteínas de la superficie celular que se caracterizan por la presencia de cuatro dominios hidrófobos. Las proteínas median eventos de transducción de señales que juegan un papel en la regulación del desarrollo, activación, crecimiento y motilidad celular. Esta proteína codificada es una glicoproteína de la superficie celular y es similar en secuencia al antígeno CD53 de su familia. Se sabe que forma complejos con integrinas y otras proteínas de la superfamilia transmembrana 4. Alternativamente, se han identificado variantes de transcripciones empalmadas que codifican diferentes isoformas.

## Interacciones
Se ha demostrado que TSPAN4 interactúa con CD9, ITGA6,  CD29,  CD49c  y CD81 . 